# Rahmen (Nachrichtentechnik)
Rahmen oder Frame bezeichnet in der Nachrichtentechnik und Informationsverarbeitung (Elektronische Datenverarbeitung) eine sich zeitlich wiederholende Struktur aus einer Abfolge von Signalen; diese tragen abhängig von ihrer zeitlichen Position innerhalb des Rahmens eine Bedeutung.
Sie wird bei der Übertragung von Nachrichten von einem Sender an einen oder mehrere Empfänger benutzt. Sowohl Sender als auch Empfänger kennen die im zugrundeliegenden Übertragungsstandard bzw. -protokoll festgelegte Struktur. Durch Synchronisationsmechanismen kann der Empfänger den Beginn eines Rahmens innerhalb des einlaufenden Signals erkennen, was die Grundlage für das sinnvolle Erkennen der übertragenen Nachricht ist – insbesondere, wenn sich der Empfänger ohne Kenntnis des Beginns der Übertragung zwischenzeitlich in die Übertragung „einklinken“ kann, wie etwa bei der Verarbeitung von Datenströmen.
In der Terminologie des OSI-Schichtenmodells wird der Begriff in einer engeren Bedeutung gebraucht, siehe Datenframe.

## Beispiele
- Die Vollbilder des Fernsehsignals mit ihrem zeitlichen Ablauf von Synchron- und Bildinformationen; Dauer: 40 ms (bei europäischen Analog-Fernsehnormen sowie unter Vernachlässigung der sich von Vollbild zu Vollbild ändernden Phasenlage des Farbhilfsträgers). Der Fernseher kann jederzeit in ein laufendes Programm eingeschaltet werden und synchronisiert praktisch sofort den Bildaufbau.
- Datenframes bei der Übertragung mittels Ethernet.
- Frames innerhalb von MPEG-1-Daten, wie etwa MP3-Streams; Dauer: ca. 26,1 ms (MP3 bei 44,1 kHz): mit der Datenverarbeitung kann an beliebigen Stellen des Streams begonnen werden; die Wiedergabe beginnt mit dem nächsten Rahmen, also praktisch sofort.
- Daten auf Audio-CDs; Dauer eines Frames: ca. 136 µs; Dauer eines Blocks: ca. 13,3 ms. Nach Aussetzern kann der CD-Spieler (im Prinzip an beliebiger Stelle) die Wiedergabe wiederaufnehmen.
- Die Daten von 30 digitalen Telefongesprächen werden zur Übertragung über eine 2048-kbit/s-Leitung zusammengefasst, siehe PCM30; Dauer: 125 µs.
- Das vom Zeitzeichensender DCF77 übermittelte Datentelegramm mit der Zeitinformation für die Uhrzeit der folgenden Minute; Dauer: eine Minute. Die Funkuhr erkennt den Beginn des Datentelegramms am fehlenden Sekundenimpuls und kann sich so ohne weiteres Zutun selbst stellen.

## Hierarchie
Häufig werden verschiedene Daten zu einem Rahmen zusammengefasst, deren Abfolge jeweils ihrerseits Rahmen bilden. Um die unterschiedlichen Rahmen-Ebenen bzw. -Stufen bei der Dokumentation unterscheiden zu können, werden ihnen verschiedene Namen gegeben – etwa „Unterrahmen“, „Subframe“, „Miniframe“, „Block“ oder „Überrahmen“.
Beispiele:
- Ein „Vollbild“ (engl. „Frame“) eines PAL-Fernsehsignals besteht aus zwei „Halbbildern“ („Fields“). Diese sind wiederum in je 312,5 „Zeilen“ unterteilt.[1]
- Ein „Block“ einer Audio-CD à 1/75 s Audiomaterial besteht aus 98 „Frames“. Jeder „Frame“ enthält neben Audio- und Korrekturdaten auch „Subcode“-Daten. Die „Subcode“-Daten eines „Blocks“ bilden acht „Subchannels“. Jeder von ihnen enthält unterschiedliche Informationen wie Markierung des Track-Beginns, Zeitangaben auf der CD und ggf. CD-Text.[2] „Block“, „Frame“ und „Subchannel“ stellen jeweils einen Rahmen im Sinne dieses Artikels dar und befinden sich auf verschiedenen Hierarchieebenen.